# Icius ocellatus
Icius ocellatus là một loài nhện trong họ Salticidae.
Loài này thuộc chi Icius. Icius ocellatus được Pavesi miêu tả năm 1883.